# Innerspace
Innerspace is een Amerikaanse komische sciencefictionfilm uit 1987 over een testpiloot die geminiaturiseerd wordt en in het lichaam van een supermarktmedewerker belandt. De film werd geregisseerd door Joe Dante en geproduceerd door Michael Finnell.
Steven Spielberg was de uitvoerend producent. De film was geïnspireerd op de klassieke sciencefictionfilm Fantastic Voyage uit 1966. In de film spelen Dennis Quaid, Martin Short, Meg Ryan, Robert Picardo en Kevin McCarthy. De muziek werd gecomponeerd door Jerry Goldsmith. Hoewel de film, met een opbrengst van $25.893.810 in de Verenigde Staten, geen kassucces was won hij een Oscar (voor de Beste Visuele Effecten), de enige film van Joe Dante die er eentje opleverde. 

## Rolverdeling
| Acteur            | Personage        |
| ----------------- | ---------------- |
| Dennis Quaid      | Tuck Pendleton   |
| Martin Short      | Jack Putter      |
| Meg Ryan          | Lydia Maxwell    |
| Kevin McCarthy    | Victor Scrimshaw |
| Fiona Lewis       | Margaret Canker  |
| Henry Gibson      | Wormwood         |
| John Hora         | Ozzie Wexler     |
| Robert Picardo    | cowboy           |
| Wendy Schaal      | Wendy            |
| William Schallert | Greenbush        |
| Harold Sylvester  | Pete Blanchard   |
| Mark Taylor       | Niles            |
| Vernon Wells      | Igoe             |